# Liste des épisodes de Trailer Park Boys

La liste des épisodes de Trailer Park Boys, série télévisée canadienne, est constituée de 105 épisodes de 25 minutes répartis sur douze saisons. Les huit premières saisons sont d'abord diffusées sur la chaîne télévisée canadienne Showcase du 22 avril 2001 au 10 juin 2007. La plate-forme de vidéo à la demande américaine Netflix produit ensuite de nouveaux épisodes qui sont diffusés à partir du 5 septembre 2014.
À ces douze saisons de la trame principale s'ajoutent dix épisodes spéciaux dont le premier, tourné en 1999, est à l'origine de la série.
Il faut également prendre en compte deux saisons de vingt webisodes au total qui s'intercalent respectivement entre les saisons 7 à 8 et 8 à 9 de la série principale.
Un spin-off nommé Trailer Park Boys: Out of the Park de deux saisons et seize épisodes vient aussi enrichir l'univers original en 2016 et 2017.
Enfin, les aventures de Ricky, Julian, et Bubble ont donné vie à quatre films réalisés en 1999, 2006, 2009 et 2014.
Au total Trailer Park Boys se décline en 151 épisodes et 4 films.

## Liste des épisodes

### Panorama des saisons
| Saison | Nombre d'épisodes | Diffusion originale sur Showcase | Diffusion originale sur Showcase | Diffusion originale sur Showcase |
| Saison | Nombre d'épisodes | Année                            | Début de saison                  | Fin de saison                    |
| ------ | ----------------- | -------------------------------- | -------------------------------- | -------------------------------- |
| 1      | 6                 | 2001                             | 22 avril 2001                    | 27 mai 2001                      |
| 2      | 7                 | 2002                             | 23 juin 2002                     | 4 août 2002                      |
| 3      | 8                 | 2003                             | 20 avril 2003                    | 8 juin 2003                      |
| 4      | 8                 | 2004                             | 11 avril 2004                    | 30 mai 2004                      |
| 5      | 10                | 2005                             | 17 avril 2005                    | 19 juin 2005                     |
| 6      | 6                 | 2006                             | 16 avril 2006                    | 21 mai 2006                      |
| 7      | 10                | 2007                             | 8 avril 2007                     | 10 juin 2007                     |
| Saison | Nombre d'épisodes | Diffusion originale sur Netflix  | Diffusion originale sur Netflix  | Diffusion originale sur Netflix  |
| Saison | Nombre d'épisodes | Année                            | Mise en ligne de la saison       | Mise en ligne de la saison       |
| 8      | 10                | 2014                             | 5 septembre 2014                 | 5 septembre 2014                 |
| 9      | 10                | 2015                             | 27 mars 2015                     | 27 mars 2015                     |
| 10     | 10                | 2016                             | 25 mars 2016                     | 25 mars 2016                     |
| 11     | 10                | 2017                             | 31 mars 2017                     | 31 mars 2017                     |
| 12     | 10                | 2018                             | 30 mars 2018                     | 30 mars 2018                     |

### Saison 1 (2001)
1. Take Your Little Gun and Get Out of My Trailer Park
2. Fuck Community College, Let's Get Drunk and Eat Chicken Fingers
3. Mr. Lahey's Got My Porno Tape !
4. Mrs. Peterson's Dog Gets Fucked Up
5. I'm Not Gay, I Love Lucy... Wait a Second, Maybe I am Gay
6. Who The Hell Invited These Idiots To My Wedding ?

### Saison 2 (2002)
1. What in the Fuck Happened to Our Trailer Park ?
2. Jim Lahey Is a Drunk Bastard
3. I've Met Cats & Dogs Smarter Than Trevor & Cory !
4. A Dope Trailer Is No Place for a Kitty !
5. The Bible Pimp
6. Never Trust a Man with No Shirt On
7. The Bare Pimp Project

### Saison 3 (2003)
1. The Kiss of Freedom
2. Temporary Relief Assistant Trailer Park Supervisor
3. If I Can't Smoke & Swear, I'm Fucked
4. Who's the Microphone Assassin?
5. Closer to the Heart
6. Where in the Fuck Is Randy's Barbeque ?
7. The Delusions of Officer Jim Lahey
8. A Shit Leopard Can't Change its Spots

### Saison 4 (2004)
1. Never Cry Shitwolf
2. A Man's Gotta Eat
3. Rub 'n Tiz'zug
4. The Green Bastard
5. Conky
6. If You Love Something, Set it Free
7. Propane, Propane
8. Working Man

### Saison 5 (2005)
1. Give Peace a Chance
2. The Shit Puppets
3. The Fuckin' Way She Goes
4. You Got to Blame the Thing Up Here
5. Jim Lahey Is a Fuckin' Drunk and He Always Will Be
6. Don't Cross the Shitline
7. The Winds of Shit
8. Dressed All Over & Zesty Mordant
9. I am the Liquor
10. The Shit Blizzard

### Saison 6 (2006)
1. Way of the Road
2. The Cheeseburger Picnic
3. High Definition Piss Jugs
4. Where in the Fuck Is Oscar Goldman ?
5. Halloween 1977
6. Gimme My Fucking Money or Randy's Dead

### Saison 7 (2007)[1]
1. I Fuckin' Miss Cory and Trevor
2. I Banged Lucy and Knocked Her Up...No Big Deal
3. Three Good Men are Dead
4. Friends of the Road
5. The Mustard Tiger
6. We Can't Call People Without Wings Angels So We Call Them Friends
7. Jump the Cheeseburger
8. Let the Liquor Do the Thinking
9. Going Off the Rails On the Swayzie Train
10. A Shit River Runs Through It

### Saison 8 (2014)[2]
1. Money Can Suck My Cock
2. The Fuckin' V-Team
3. The Dirty Dancer
4. Orangie's Pretty Fuckin' Tough
5. Whore-A-Geddon
6. Friends with the Benedicts
7. Community Service and a Boner Made with Love
8. The Super-Duper-Industrial-Bubbles-Honey-Oil-Inater
9. Righties Loosies, Lefties Tighties
10. Crawling Through the Shitpipe

### Saison 9 (2015)[3]
1. Why in the Fuck Is My Trailer Pink ?
2. A Stable Fucking Environment
3. Anointed in Liquor
4. George Green: Industrial Cock Inhaler
5. The Motel Can't Live at the Motel
6. Sweet Liquory Load
7. Piss
8. A Dancer for Money
9. Sam-Squamptches and Heli-Cocksuckers
10. The Liquor Snurf

### Saison 10 (2016)[4]
1. Freedom 45 ?
2. You Want the Lot Fees? Suck Them Out of the Tip Of My Fucking Cock
3. A Three Tiered Shit Dyke
4. Shit Covered Cave Teeth
5. If You Don't Believe It, It's Not Real
6. All The Fuckin' Dope You Can Smoke !
7. Up In Smoke We Go
8. The Super Bling Cowboy
9. Thugged Out Gangsta Shit
10. Looks Like The Liquor Wins

### Saison 11 (2017)[5]
1. The Jack Your Cock Furry Whore Slut
2. The Walker Zombley
3. My ******* Balls, My ****, My Hole, or My Tits ?
4. Darth Lahey
5. Flight of the Bumblecock
6. How Do You Keep Your Bag So Soft ?
7. I Look Like A ******* **** !!
8. A Liquor Captain Never Abandons A Sinking **** Ship
9. Oh, My **** Boys, We Killed Lahey & Randy
10. The All You Can Eat **** Buffet

### Saison 12 (2018)
1. Chlamydia
2. Godspeed My Muscular Friend
3. The Cunt Word
4. All The Shit I Need
5. Happy Birthday Bubbles
6. Flow Me The Money
7. Big Cock
8. Will You For To Be Fucking Married To Me ?
9. Angel Shit Sent Down From Jesus God
10. Fuckin' Fucked Out Of Our Fuckin Minds

## Épisodes spéciaux (1995-2015)
1. The Cart Boy (1995)
2. One Last Shot (1998)
3. Trailer Park Boys (Original Movie)
4. Dear Santa Claus, Go Fuck Yourself
5. Hearts of Dartmouth: Life of a Trailer Park Girl
6. Trailer Park Boys 101
7. Say Goodnight to the Bad Guys
8. Live in Fuckin' Dublin
9. Live at the North Pole
10. Drunk, High and Unemployed (Live in Austin)

## Webisodes (2014-2015)

### Saison 7.5 (2014)
1. Help Me Blow Up The Tubey Thing
2. I Can't Take That Fucking Thing Down With a Gallon of Gas !!!!
3. Heights And Measurelents
4. A Tree's Not Scared of Your Ax
5. 10, 9, 8, 6, 5, 4, 3, 2, 1...
6. I Can't Believe the Zonkey Is Real

### Saison 8.5 (2014-2015)
1. Today Is Jim Lahey's Last Day On Planet Of The Earth
2. Shit Shank
3. Black Handled Multi Driver
4. Gorilla Fingers
5. Key Add Board
6. Clear Brotes and Baked Parunies
7. Get The Crumbs Off Benatar
8. Fuck Off, Fuck You, and You Can Suck It
9. Ping Pang Pong
10. Sober Living and The Ten Nugget Deal
11. Eons and the Swede
12. You Can't Go To Jail When You're In Jail
13. What the Fuck is Going On ?
14. Whoever Misses First Loses

## Spin-offs (2016-2017)[6]

### Trailer Park Boys: Out of the Park: Europe (2016)[7]
1. London
2. Berlin
3. Copenhagen
4. Oslo
5. Stockholm
6. Helsinki
7. Amsterdam - Part 1
8. Amsterdam - Part 2

### Trailer Park Boys: Out of the Park: USA (2017)[7]
1. Orlando
2. Orlando, Part 2
3. Charlotte
4. New Orleans
5. Memphis
6. Nashville
7. Los Angeles
8. Los Angeles Pt. 2

## Films (1999-2014)
1. Trailer Park Boys (1999)[8]
2. Trailer Park Boys: The Movie (2006)[9]
3. Countdown to Liquor Day (2009)[10]
4. Don't Legalize It (2014)[11]